# 竹王
竹 王（ちく おう、生没年不詳）は、前漢の武帝の時代の夜郎の族長。

## 略歴
『後漢書』や『華陽国志』にある程度の記述が残る。それによると、ある時、夜郎郡夜郎県に流れる遯水で女が洗い物をしていると、節が三つある大きな竹が足の間に流れてきた。押しても動かず、中から子供の声が聞こえてきたため、持って帰って割ってみると男児が入っていたので養育した。男児は成長すると才能と武勇があったので、ついには南夷の長として夜郎侯となり、「竹」を姓とした。しかし、後にだんだん傲慢になったという。
前漢の武帝の元鼎6年（紀元前111年）、巴蜀地方に軍政の責任者として派遣された唐蒙によって南夷は平定され牂牁郡が設置されると、竹王も降伏し天子から王の印綬を与えられた。しかし、その後に斬殺されると、竹王を尊崇していた夷族らは城に籠って、「竹王は尋常な生まれの者ではなく、後継を立てたい」と要求した。そこで牂牁太守の呉覇の上表により、竹王の第三子が列侯に封じられた。彼の死後は父と合祀され、竹王三郎神として祭られた。
『華陽国志』編集当時にも竹王にまつわる史跡はいくつか存在した。彼が入っていた竹を棄てた場所は竹林となり、後に竹王祠が建てられた。またある時、竹王が従者と大石の上で休んだ際に羹（スープ）を所望すると、従者は「水が無くて出来ない」と答えたところ、竹王が剣で石を撃つとそこから水が出て、竹王水と呼ばれるようになり、割れた石も現存したという。